# Pikelinia
Pikelinia es un género de arañas araneomorfas de la familia Filistatidae. Se encuentra en Sudamérica. 

## Lista de especies
Según The World Spider Catalog 25.0:
- Pikelinia aikewara (Brescovit, Magalhaes & Cizauskas, 2016)
- Pikelinia arenicola Lise, Ferreira & Silva, 2010
- Pikelinia brevipes (Keyserling, 1883)
- Pikelinia carajas (Brescovit, Magalhaes & Cizauskas, 2016)
- Pikelinia colloncura Ramírez & Grismado, 1997
- Pikelinia fasciata (Banks, 1902)
- Pikelinia jaminawa (Grismado & Ramírez, 2000)
- Pikelinia kiliani Müller, 1987
- Pikelinia kolla Ramírez & Grismado, 1997
- Pikelinia mahuell Ramírez & Grismado, 1997
- Pikelinia mendensis (Mello-Leitão, 1920)
- Pikelinia milloti (Zapfe, 1961)
- Pikelinia pallida (Brescovit, Magalhaes & Cizauskas, 2016)
- Pikelinia patagonica (Mello-Leitão, 1938)
- Pikelinia puna Ramírez & Grismado, 1997
- Pikelinia roigi Ramírez & Grismado, 1997
- Pikelinia tambilloi (Mello-Leitão, 1941)
- Pikelinia ticucho Ramírez & Grismado, 1997
- Pikelinia toba Ramírez & Grismado, 1997
- Pikelinia uspallata Grismado, 2003